# HESA Schahed 285
HESA Schahed 285 (persisch شاهد ۲۸۵, dt.: Zeuge) ist ein leichter Angriffs- bzw. Aufklärungshubschrauber aus iranischer Produktion.
Der Helikopter stellt eine iranische Eigenentwicklung dar, die aber im Wesentlichen auf dem US-amerikanischen Hubschraubertyp Bell 206B JetRanger basiert. Der Jungfernflug fand im Jahr 2009 statt und seitdem scheint nur eine geringe Stückzahl dieses Modells von den Streitkräften beschafft worden zu sein.
Der einsitzige Hubschrauber ist nur leicht bewaffnet und hat eine maximale Gesamtmasse von 1,45 t. Der Schahed 285 kann nur eine geringe Waffenlast außenbords mitführen. Die Hauptbewaffnung stellt ein Maschinengewehr des Kalibers 7,62 mm oder 12,7 mm dar.